# FASOR
En física del láser, FASOR es el acrónimo del inglés Frequency Addition Source of Optical Radiation (Fuente de Radiación Óptica por Suma de Frecuencias).
Es un dispositivo similar al láser, en el que la luz emitida es producida en un proceso de generación por suma de frecuencias (Sum-Frequency Generation, SFG)  a partir de dos fuentes de láser que operan en longitudes de onda diferentes. Las frecuencias de las fuentes se suman directamente, dando lugar a una única frecuencia resultante. Así, si las longitudes de onda son {\displaystyle \lambda _{1}} y {\displaystyle \lambda _{2}}, la longitud de onda resultante es:
{\displaystyle \lambda =\left({\frac {1}{\lambda _{1}}}+{\frac {1}{\lambda _{2}}}\right)^{-1}\ }

## Aplicaciones

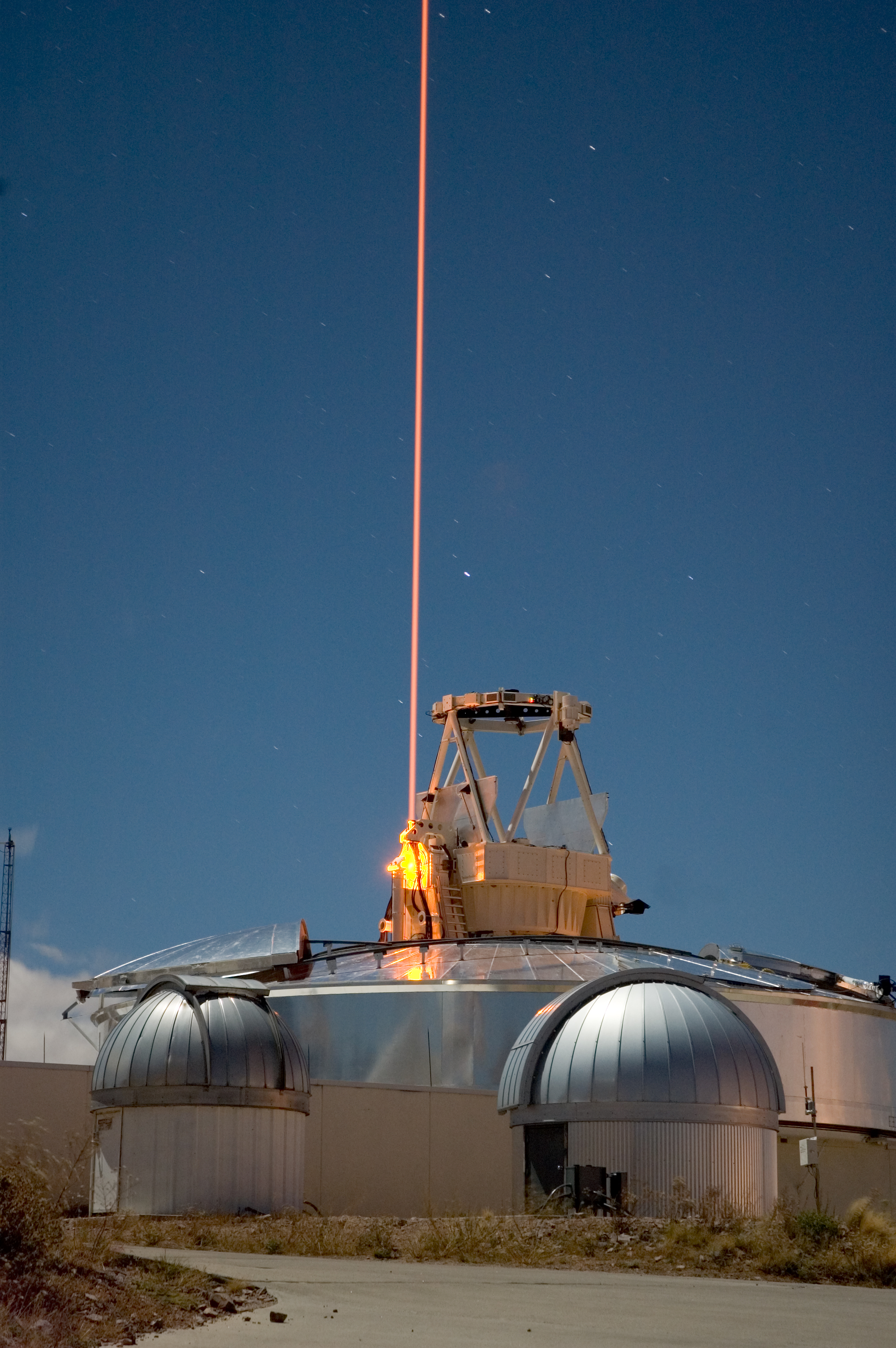
FASOR usado en el Starfire Optical Range para experimentos de laser guide star (creación de una estrella virtual).

El FASOR de la imagen se encuentra en el Starfire Optical Range, un laboratorio de investigación de la Fuerza Aérea de los Estados Unidos (USAF), situado en Albuquerque, Nuevo México. Es utilizado en experimentos de laser guide star, o creación de una estrella virtual. 
Está sintonizado en la componente hiperfina D2A de la línea de Fraunhofer D del sodio y es usado para excitar los átomos de sodio en las capas altas de la atmósfera (Mesosfera alta). Este FASOR está formado por dos láseres de estado sólido de tipo Nd:YAG, de modo y frecuencia únicos, y de longitudes de onda de 1064 nm y 1319 nm respectivamente (en la zona del infrarrojo). Ambas frecuencias entran en resonancia en una cavidad que contiene un cristal de Triborato de Litio (LiB3O5) (LBO), dando lugar a una luz de frecuencia 589 nm.